# آني بيزنت
آني بيزنت (بالإنجليزية: Annie Besant) (وُلدت باسم وود، 1 أكتوبر 1847 - 20 سبتمبر 1933) هي امرأة بريطانية منادية بالاشتراكية وتنتمي إلى الديانة الثيوصوفية وناشطة في مجال حقوق المرأة وكاتبة وخطيبة وخبيرة تعليمية وفاعلة خير. تُعتبر آني بطلة مدافعة عن الحرية الإنسانية، بالإضافة إلى أنها مؤيدة قوية للحكم الذاتي الإيرلندي والهندي. كما كانت مؤلفة غزيرة الإنتاج، فهي تمتلك في رصيدها أكثر من 300 كتاب ومنشور. وبما أنها معلمة، تضمنت مساهماتها تأسيس جامعة باناراس الهندية.
تزوجت آني، في عام 1867، بعد بلوغها سن 20 عامًا، من رجل الدين فرانك بيزنت، وأنجبت منه طفلين. ومع ذلك، فقد أدت وجهات نظر آني الدينية غير التقليدية بشكل متزايد، إلى طلاقهما قانونيًا في عام 1873. أصبحت بعد ذلك متحدثة بارزة في الجمعية الوطنية العلمانية وكاتبة وصديقة مقربة لتشارلز برادلو. قوضي هذان الأخيران في عام 1877، لنشرهما كتابًا لتشارلز كنولتون، الناشط في مجال تحديد النسل. جعلت منهم هذه الفضيحة مشاهيرًا، وانتُخب برادلو لاحقًا في عام 1880، ليصبح عضوًا في البرلمان نيابة عن مدينة نورثهامبتون. بعد ذلك، انخرطت آني في الأعمال النقابية، بما في ذلك مظاهرة الأحد الدامي وإضراب «فتاة لندن» عام 1888. كما كانت المتحدثة الرائدة في كل من الجمعية الفابية والاتحاد الاشتراكي الديمقراطي الماركسي. وانتُخبت أيضًا لعضوية مجلس إدارة مدرسة لندن تاور وحي تاور هامليتس، متصدرة نتائج الاقتراع، على الرغم من قلة النساء المؤهلات للتصويت في ذلك الوقت. التقت آني في عام 1890، بهيلينا بتروفنا بلافاتسكي، ما زاد في اهتمامها على مدى السنوات القليلة الموالية بالفلسفة، في حين تراجع اهتمامها بالأمور العلمانية. أصبحت عضوًا في الجمعية الثيوصوفية ومحاضرة بارزة فيما يخص هذا الموضوع. سافرت إلى الهند بسبب جزء متعلق بعملها في اللاهوت. وساعدت في عام 1898، في إنشاء المدرسة المركزية الهندوسية، وساعدت في عام 1922، في إنشاء مجلس حيدر أباد الجامعي (السند) في مومباي، الهند. أنشأت في عام 1902، أول نزل تابع للمنظمة الدولية الماسونية المشتركة في الخارج، «لو درويت هومان». أسست على مدى السنوات القليلة الموالية، العديد من الفنادق في أجزاء كثيرة من الإمبراطورية البريطانية. أصبحت في عام 1907، رئيسة للجمعية الثيوصوفية، التي كان مقرها الدولي، بحلول ذلك الوقت، في أديار، مدراس، (تشيناي).
كما شاركت في السياسة في الهند، وانضمت إلى المؤتمر الوطني الهندي. عندما اندلعت الحرب العالمية الأولى في عام 1914، ساعدت آني في إطلاق حملة دوري الحكم الذاتي من أجل الدفاع عن الديمقراطية في الهند، ووضع الهيمنة داخل الإمبراطورية البريطانية. أدى ذلك إلى انتخابها في أواخر عام 1917، رئيسة للمؤتمر الوطني الهندي. سافرت آني في أواخر العشرينات من القرن الماضي، إلى الولايات المتحدة مع وصيها وابنها المُتبني جدو كريشنامورتي، الذي ادعت أنه كان يسوع الجديد ومُجسدًا لبوذا. صرح كريشنامورتي في عام 1929، بأن ما هذه إلا ادعاءات خاطئة. واصلت بعد الحرب حملتها من أجل الدفاع عن استقلال الهند والدفاع عن أسباب ظهور دين الثيوصوفية، حتى وفاتها في عام 1933.

## حياتها المُبكرة
ولدت آني وود في لندن في عام 1847، لعائلة من الطبقة المتوسطة من أصل إيرلندي. كانت فخورة بأصلها ودعمت قضية الحكم الذاتي الإيرلندي طوال فترة حياتها. توفي والدها عندما كان عمرها خمس سنوات، تاركًا العائلة مفلسة لتمر بأزمات مالية. دعمت والدتها الأسرة من خلال إدارة دار داخلية للصبيان في مدرسة هارو. ومع ذلك، لم تتمكن من العناية بآني وأقنعت صديقتها إلين ماريات للعناية بها. اهتمت ماريات بتحصل آني على تعليم جيد. كان لآني إحساس قوي بالمسؤولية تجاه المجتمع وإحساس بنفس القوة بما يمكن أن تحققه النساء المستقلات. استطاعت آني في فترة شبابها، السفر لمعظم أنحاء أوروبا. هناك، زارت الكنيسة الرومانية الكاثوليكية وتعرفت عليها وعاشت مراسمها التي لن تنساها أبدًا.
عند بلوغها سن العشرين في عام 1867، تزوجت آني من رجل دين يبلغ من العمر 26 عامًا واسمه فرانك بيزنت (1840-1917)، الأخ الأصغر لوالتر بيزنت. لقد كان من الإنجليكيين الإنجيليين، وبدا أنه يشاركها العديد من مخاوفها. أصبحت عشية زواجها، أكثر اهتمامًا بالسياسة، وذلك بعد زيارة أصدقائها في مانشستر، الذين جعلوها على اتصال بكل من المتطرفين الإنجليز وشهداء مانشستر التابعين لجماعة الإخوان الفينيقيين الإيرلنديين.
سرعان ما أصبح فرانك نائب قرية سيبسي في لينكولنشاير. انتقلت آني إلى سيبسي مع زوجها، وأصبح لديهما خلال بضع سنوات طفلان، آرثر ومابل. ورغم ذلك، كان الزواج كارثيًا. فقد كتبت آني في سيرتها الذاتية، «كنا زوجًا غير متكافئ». كان صراعهما الأول حول المال وحول استقلال آني وحريتها. كتبت آني قصصًا قصيرة وكتبًا ومقالات للأطفال. بما أنه لم يكن للنساء المتزوجات الحق القانوني لامتلاك ملكية عقارية، تمكن فرانك من التحصل على جميع أموال زوجته. أبعدت السياسة بعد ذلك الزوجين. دعمت آني عمال المزارع الذين كانوا يقاتلون من أجل إنشاء نقابات للدفاع عنهم ومساعدتهم على العمل في ظروف أفضل. تنصب فرانك مركز المحافظ، وانحاز لصف أصحاب الأراضي والمزارعين. وصل التوتر إلى ذروته عندما رفضت آني حضور حفل العشاء الرباني (سر الأفخارستيا). تركته في عام 1873 وعادت إلى لندن. انفصلا بعد ذلك قانونيًا وأخذت آني ابنتها معها. بدأت آني في التشكيك في حقيقة إيمانها. فاتجهت إلى كبار رجال الكنيسة للحصول على المشورة، وذهبت لرؤية إدوارد بوفيري بوسي، أحد قادة حركة أكسفورد داخل كنيسة إنجلترا. عندما طلبت منه أن يوصيها بالكتب التي من شأنها الإجابة على أسئلتها، أخبرها أنها قد قرأت الكثير بالفعل. حاولت آني العودة إلى فرانك وبذل مجهود لإنجاح العلاقة، لكن باءت محاولتها بالفشل، ما دفعها أخيرًا للمغادرة إلى لندن.

## كلية بيركبيك
درست آني في أواخر الثمانينات من القرن التاسع عشر، في معهد بيركبيك الأدبي والعلمي، حيث تسببت أنشطتها الدينية والسياسية في إثارة القلق. سعى حكام المؤسسة في مرحلة ما، إلى حجب نتائج امتحاناتها.

## مصلحة علمانية
ناضلت آني من أجل معتقداتها، بدءًا من حرية الفكر وحقوق المرأة والعلمانية وتحديد النسل والاشتراكية الفابينية وحقوق العمال. كانت عضوًا قياديًا في الجمعية العلمانية الوطنية إلى جانب تشارلز برادلو وجمعية ساوث بليس الأخلاقية.
كان الطلاق مستحيلًا بالنسبة إلى فرانك، ولم يكن حقًا في متناول الناس، حتى لدى الطبقة الوسطى. كان يجب على آني أن يظل اسمها السيدة بيزنت لبقية حياتها. كانت في البداية قادرة على البقاء على اتصال مع الطفلين، بالإضافة إلى إقامة مابل معها؛ كما تحصلت على مصروف بسيط من زوجها. بعد انفصالها عن فرانك بيزنت وتعرضها لتيارات فكرية جديدة، بدأت آني في التشكيك ليس فقط في معتقداتها الدينية القديمة، بل وأيضًا في التفكير التقليدي بأكمله. بدأت بكتابة هجمات على الكنائس والطريقة التي يسيطرون بها على حياة الناس. هاجمت على وجه الخصوص، وضع كنيسة إنجلترا، نظرًا لأنها دولة قائمة على الإيمان الديني. عملت بعد ذلك بفترة قصيرة، كاتبة عمود للمصلح الوطني، صحيفة الجمعية الوطنية العلمانية، وساعدها ذلك في التحصل على أجر أسبوعي صغير. دعت الجمعية العلمانية الوطنية إلى إقامة دولة علمانية ووضع حد للمكانة الخاصة للمسيحية في المجتمع، وسمحت لآني بأن تكون واحدة من الناطقين باسمها.

## روابط خارجية
- آني بيزنت على موقع الموسوعة البريطانية (الإنجليزية)
- آني بيزنت على موقع إن إن دي بي (الإنجليزية)